# Canis lupus filchneri
Il lupo tibetano o lupo himalayano (Canis lupus chanco) è un canide di tassonomia controversa , considerata sottospecie di lupo grigio, ed indigena della Cina (regioni di Gansu e Qinghai), dell'altopiano tibetano, dell'India settentrionale (regione di Ladakh, distretto di Lahaul e Spiti) e, nel Nepal, dei distretti di Mustang e di Ḍolpā. Viene talvolta identificata col suo nome trinomiale obsoleto C. l. laniger o incorrettamente come C. l. chanco (che invece identifica il lupo della Mongolia).

## Tassonomia

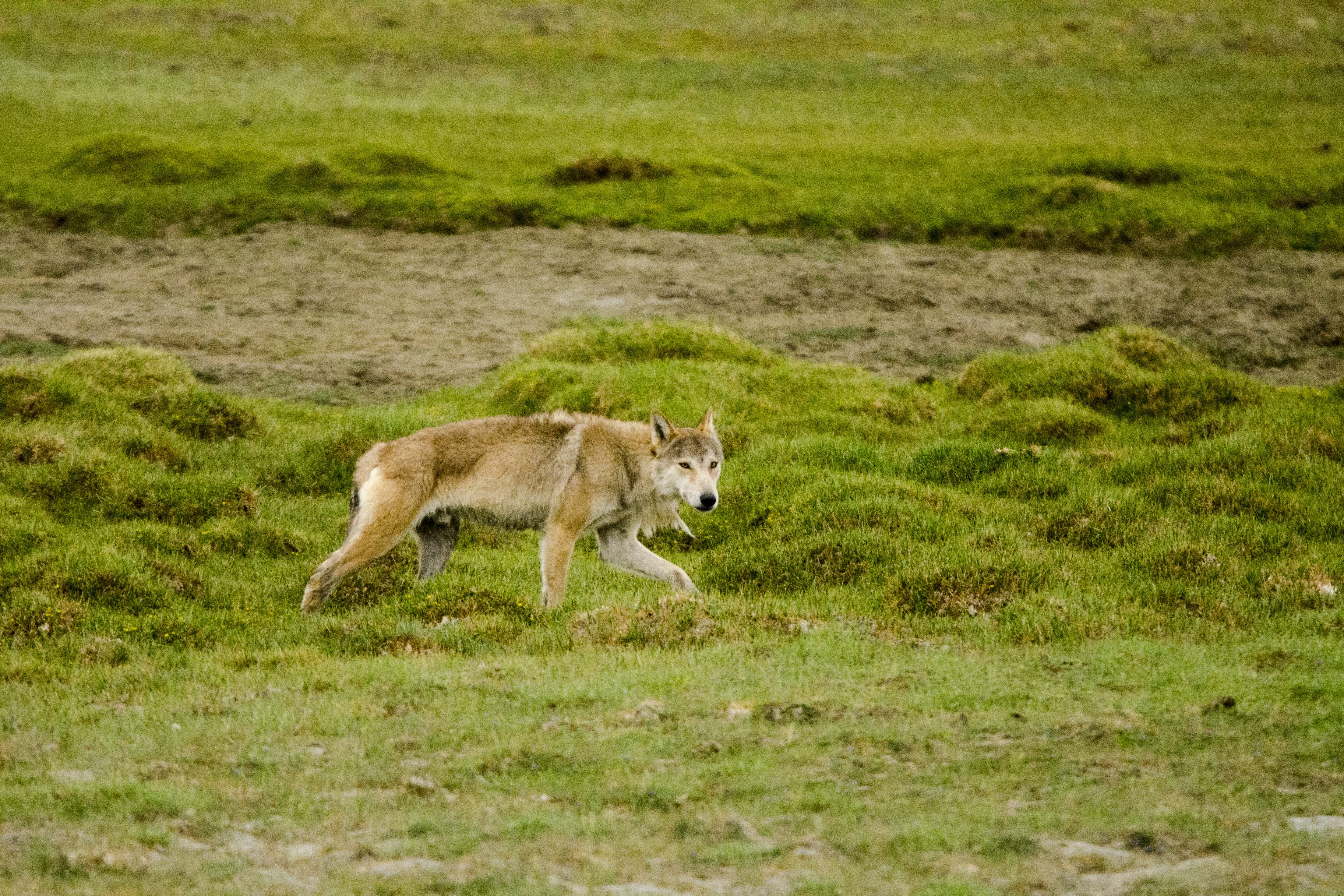
Lupo tibetano a Ladakh

I lupi del Tibet furono inizialmente descritti dallo zoologo britannico Brian Houghton Hodgson nel 1847 sotto il nome trinomiale C. l. laniger. Nel 1907 lo zoologo tedesco Paul Matschie descrisse un esemplare tipo di lupo che viveva nelle regioni di Gansu e di Qinghai in Cina e che nominò C. filchneri. Wilhelm Filchner era l'esploratore tedesco che capeggiò la spedizione nel Tibet nel 1903-1905, e il nome di questo lupo fu scelto in suo onore. Nella terza edizione di Mammal Species of the World (MWS3), pubblicata nel 2005, sia C. l. filchneri che C. l. laniger furono considerati sinonimi di C. lupus.
C'è confusione riguardo alla tassonomia del lupo tibetano. Nel 1941, Pocock parlò del lupo tibetano come C. l. laniger, classificandolo come sinonimo di C. l. chanco. MSW3 però lo classificò come sinonimo di C. l. filchneri. Ci sono ancora ricercatori che continuano a seguire Pocock nell'includere il lupo tibetano in C. l. chanco, causando confusione tassonomica. La NCBI/Genbank classifica C. l. chanco come il lupo della Mongolia, separandolo da C. l. laniger, ma ci sono anche opere accademiche che classificano il lupo della Mongolia come C. l. chanco.
Canis chanco era il nome scientifico proposto da John Edward Gray nel 1863, che descriveva la pelle di un lupo ucciso nella Tartaria cinese.  Questo esemplare è stato classificato come lupo sottospecie 'Canis lupus chanco' da St. George Jackson Mivart nel 1880.  Nei secoli XIX e XX, sono stati descritti diversi esemplari:
- Canis niger di Philip Sclater nel 1874 era un esemplare di lupo raccolto vicino Hanle in Kashmir.[15]
- Canis ekloni di Nikolay Przhevalsky.
- Lupus filchneri di Paul Matschie nel 1907 era una pelle di lupo da Xining nella provincia cinese Qinghai. Era stato raccolto da Wilhelm Filchner durante una spedizione in Cina e Tibet nel 1903-1905.[16]
- Lupus karanorensis di Matschie nel 1907 era una pelle e un cranio di un lupo ucciso in un'oasi vicino Dunhuang in Cina nel 1894.
- Lupus tschiliensis di Matschie nel 1907 era il cranio di un esemplare di lupo ucciso nella regione costiera della provincia cinese Zhili.
- Canis lupus coreanus' di Yoshio Abe nel 1923 era un esemplare di lupo proveniente dalle vicinanze di Seul nella Penisola coreana.[17]

Nel 1938 Glover Morrill Allen classificò questi esemplari come sinonimi per C. l. chanco.
Nel 1941 Reginald Pocock confermò questa valutazione dopo aver esaminato pelli di lupo e teschi nella collezione del Museo di Storia Naturale  Londra. Nel 2005, W. Christopher Wozencraft elencava anche 'C. l. niger', 'C. l. filchneri', 'C. l. karanorensis', e 'C. l. tschiliensis', come sinonimi di 'C. l. chanco'.
Canis himalayensis è stato proposto da Aggarwal 'et al.' nel 2007 per esemplari di lupo dell'India Himalaya che differivano in DNA mitocondriale da esemplari raccolti in altre parti dell'India. Nell'aprile 2009 'Canis himalayensis' è stato proposto come una specie di lupo distinta attraverso il Nomenclature Specialist sul CITES Comitato Animali. La proposta si basava su uno studio fondato solo su un numero limitato di campioni di musei e zoo che non potevano essere rappresentativi della popolazione selvatica. Il comitato ha raccomandato di non accettare questa proposta, ma ha suggerito che il nome sia inserito nella banca dati delle specie CITES come sinonimo di 'Canis lupus'. La commissione ha dichiarato che la classificazione era solo a scopo di conservazione, e non "riflette l'ultimo stato di conoscenza tassonomica".  Ulteriore lavoro sul campo è stato chiamato per. Questo lignaggio genetico mostra una divergenza del 3,9% nel gene mDNA citocromo b rispetto al lupo grigio dell'Holarctic, che può giustificare la classificazione come specie distinta.
Nel 2019, un workshop ospitato dal IUCN/SSC Canid Specialist Group ha notato che la distribuzione del lupo himalayano comprendeva la catena himalayana e l'altopiano tibetano. Il gruppo determinò che il primo nome latino disponibile è Canis chanco Gray, 1863, ma la posizione geografica del olotipo non è chiara. Il gruppo raccomanda che questa stirpe di lupi sia conosciuta come il "lupo himalayano" e classificata come 'Canis lupus chanco' fino a quando non sarà disponibile un'analisi genetica degli olotipi. 
Nel 2020, ulteriori ricerche sul lupo dell'Himalaya indicano che garantisce il riconoscimento a livello di specie sotto il concetto di specie unificata, il concetto di specie di fitness differenziale e il concetto di specie biologica. È stato identificato come unità evolutiva significativa che giustificava l'assegnazione alla lista rossa IUCN per la sua protezione.

## Filogeografia
In Himalaya e Altopiano tibetano sono stati confrontati nel 2004. I risultati indicano che cinque aplotipi correlati hanno formato un clade che è basale per tutti gli altri lupi. Questo clade comprendeva un campione da Ladakh, nove da Spiti Valley in Himachal Pradesh, quattro da Nepal, e due da Tibet. Il clade del lupo himalayano si è discostato dagli altri canidi 800.000 anni fa. Sette lupi da Kashmir non sono caduti in questo clade.
Il mtDNA di 18 lupi in cattività nel Padmaja Naidu Himalayan Zoological Park è stato analizzato nel 2007. I risultati hanno mostrato che hanno condiviso un antenato comune femminile.
Poiché questo studio si basava su esemplari di zoo allevati in cattività discendenti da sole due femmine, questi campioni non sono stati considerati rappresentativi. Inoltre, la popolazione di lupi nella valle del Kashmir è nota per essere recentemente arrivata in quella zona. Successive ricerche genetiche hanno dimostrato che i campioni di lupo dal Tibet sono geneticamente basali al lupo grigio   . Il suo MT-ND4L gene inizia con coppie di basi GTG, mentre tutti gli altri Canidi iniziano con ATG. Risultati di sequenziamento del genoma intero hanno dimostrato che il lupo èdivergente.
Analisi di campioni di feci da due lupi raccolti in alto Dolpo in Nepal abbinato il lupo himalayano. Anche i resti fecali di quattro lupi raccolti nella regione Mustang superiore della Annapurna Conservation Area rientravano nel clade del lupo himalayano ma formavano un aplotipo separato da quelli precedentemente studiati.
La popolazione di lupi himalayani in Tibet è diminuita negli ultimi 25.000 anni e ha sofferto una storica crollo della popolazione. La glaciazione durante l'Ultimo massimo glaciale potrebbe aver causato la perdita di habitat, l'isolamento genetico e l'antica consanguineità. La popolazione del Qinghai era cresciuta, tuttavia, mostrando un flusso genico del 16% da cani indigeni cinesi e il 2% del genoma del dingo. Probabilmente ha ricolonizzato l'altopiano tibetano. Il lupo himalayano contrasta con i lupi che vivono ad altitudini inferiori in Mongolia interna, Mongolia, e Xinjiang provincia. Alcuni lupi in Cina e Mongolia rientrano anche nel clade del lupo himalayano, indicando un antenato materno comune e un'ampia distribuzione.  C'erano prove di ibridazione con il lupo grigio a Sachyat-Ertash nella regione Issyk-Kul di Kirghizistan, e di introgressione dal lupo grigio o dal cane nel lupo himalayano in Nepal.
Uno studio genomico sui lupi cinesi ha incluso esemplari museali di lupi provenienti dal sud della Cina raccolti tra il 1963 e il 1988. I lupi nello studio formarono tre cladi: lupi dell'Asia settentrionale che includevano quelli della Cina settentrionale e della Russia orientale, lupi dell'altopiano tibetano e una popolazione unica della Cina meridionale. Un esemplare situato a sud-est fino alla provincia Jiangxi mostra prove di essere mescolato tra lupi tibetani e altri lupi in Cina.

### Relazione con il lupo di pianura indiano
Nel 2021, uno studio ha confrontato sia il DNA mitocondriale che il DNA nucleare (dal nucleo cellulare) dei lupi dell'Himalaya con quelli dei lupi delle pianure del subcontinente indiano. Le analisi genomiche indicano che il lupo himalayano e il lupo di pianura indiano erano geneticamente distinti l'uno dall'altro. Questi lupi erano anche geneticamente distinti - e geneticamente basali - dalle altre popolazioni di lupi dell'emisfero settentrionale. Questi altri lupi formano un singolo mitocondrio clade, indicando che hanno avuto origine da una singola espansione da una regione negli ultimi 100.000 anni. Tuttavia, lo studio ha indicato che il lupo himalayano si era separato da questa stirpe 496.000 anni fa, e il lupo indiano di pianura 200.000 anni fa.

### Relazione con il lupo africano
Nel 2011,  lupo indiano, il lupo dell'Himalaya e lupo africano sono stati proposti per rappresentare antiche stirpi di lupi, con il lupo dorato africano che ha colonizzato l'Africa prima della radiazione dell'emisfero settentrionale del lupo grigio dell'Holarctic.
Sono stati condotti due studi sul genoma mitocondriale dei lupi grigi moderni ed estinti ('Canis lupus'), ma questi hanno escluso i lignaggi geneticamente divergenti del lupo himalayano e del lupo indiano . Gli antichi esemplari erano datati radiocarbonio datato e stratigraficamente e, insieme alle sequenze di DNA, un albero filogenetico basato sul tempo è stato generato per i lupi. Lo studio ha dedotto che il più recente antenato comune per tutti gli altri esemplari di 'Canis lupus' - moderni ed estinti - era 80.000 anni prima del presente. Un'analisi del genoma mitocondriale del lupo himalayano indica che il lupo dell'Himalaya divergeva tra 740.000 e 691.000 anni fa dal lignaggio che sarebbe diventato il lupo grigio dell'Holarctic.
Tra il 2011 e il 2015, due studi mDNA hanno scoperto che il lupo himalayano e il lupo grigio indiano erano geneticamente più vicini al lupo d'oro africano rispetto al lupo grigio dell'Holarctic. Dal 2017, due studi basati sull'mDNA e sui marcatori del cromosoma X e del cromosoma Y prelevati dal nucleo cellulare, indicano che il lupo himalayano è geneticamente basale al lupo grigio dell'Holarctic. Il suo grado di divergenza dal lupo grigio Holarctic è simile al grado di divergenza del lupo dorato africano dal lupo grigio Holarctic. Il lupo himalayano condivide un lignaggio materno con il lupo dorato africano. Possiede un unico lignaggio paterno che si trova tra il lupo grigio e il lupo dorato africano. I risultati di questi due studi implicano che la gamma himalayana distribuzione del lupo si estende dalla catena himalayana a nord attraverso l'altopiano tibetano fino alla regione Lago Qinghai nella provincia cinese di Qinghai.
Nel 2018, l'intero sequenziamento del genoma è stato utilizzato per confrontare i membri del genere 'Canis'. Il lupo d'oro africano è risultato essere il discendente di un gene miscelato canide del 72% lupo grigio e 28% Lupo etiope . Il lupo etiope non condivide i polimorfismi a singolo nucleotide che conferiscono l'adattamento all'ipossia con il lupo himalayano. L'adattamento del lupo etiope alla vita ad alta quota può verificarsi in altri polimorfismo a singolo nucleotide Questo indica che l'adattamento del lupo etiope non è stato ereditato da una discendenza da un antenato comune condiviso con il lupo himalayano.

## Caratteristiche

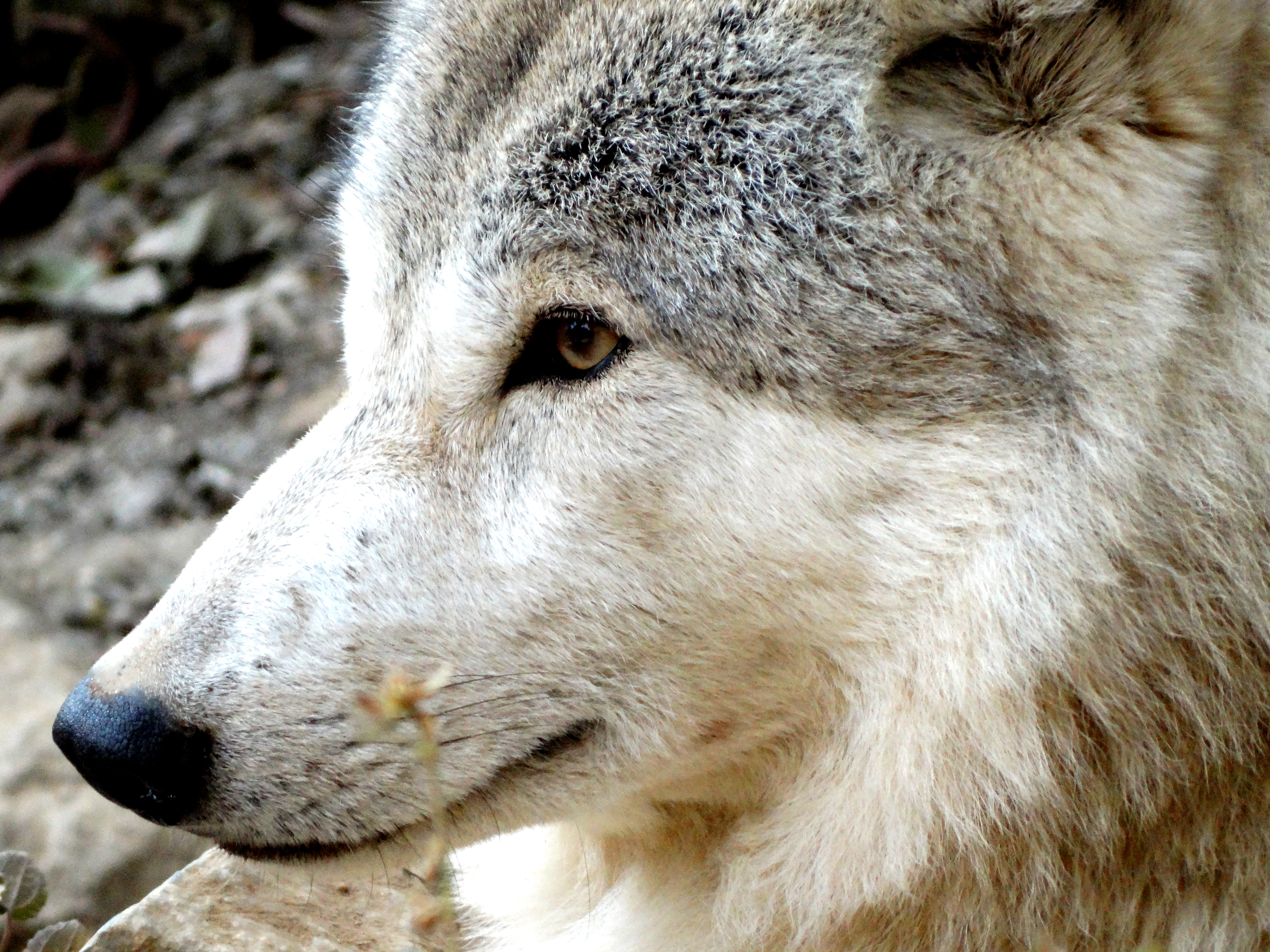
Profilo del lupo himalayano

Il lupo dell'Himalaya ha una folta pelliccia lanosa che è marrone-terroso opaco sul retro e la coda, e bianco-giallastro sul viso, pancia e arti. Misura circa 1,1 m di lunghezza e 75 cm di altezza alla spalla.
  È più grande del lupo indiano. Ha macchioline nere distanziate sul muso, sotto gli occhi, e sulle guance e orecchie superiori. Pesa circa 35 kg.
Il cuore del lupo himalayano resiste al basso livello di ossigeno ad alta quota. Ha una forte selezione per RYR2', un gene che inizia l'eccitazione cardiaca.

## Filogenesi
Tra il 2010 e il 2016 alcuni studi sul genoma mitocondriale di cani, lupi grigi e coyote dimostrarono che il lupo del Tibet rappresenta una linea filogeneticamente indipendente di lupi grigi, separata dalla stirpe di lupi che diedero origine al cane, ma più derivata di quelli del lupo indiano e del lupo dell'Himalaya. Gli stessi studi dimostrarono inoltre che il lupo tibetano subì un collo di bottiglia nel passato, probabilmente dovuto alla glaciazione durante l'ultimo massimo glaciale. Sequenze di DNA mitocondriale del lupo tibetano rinvenute in lupi presente nell'Himalaya e nella Mongolia indicando che essi avessero un'antenata materna comune e un areale preistoricamente più vasto.

### Lupo dell'Himalaya

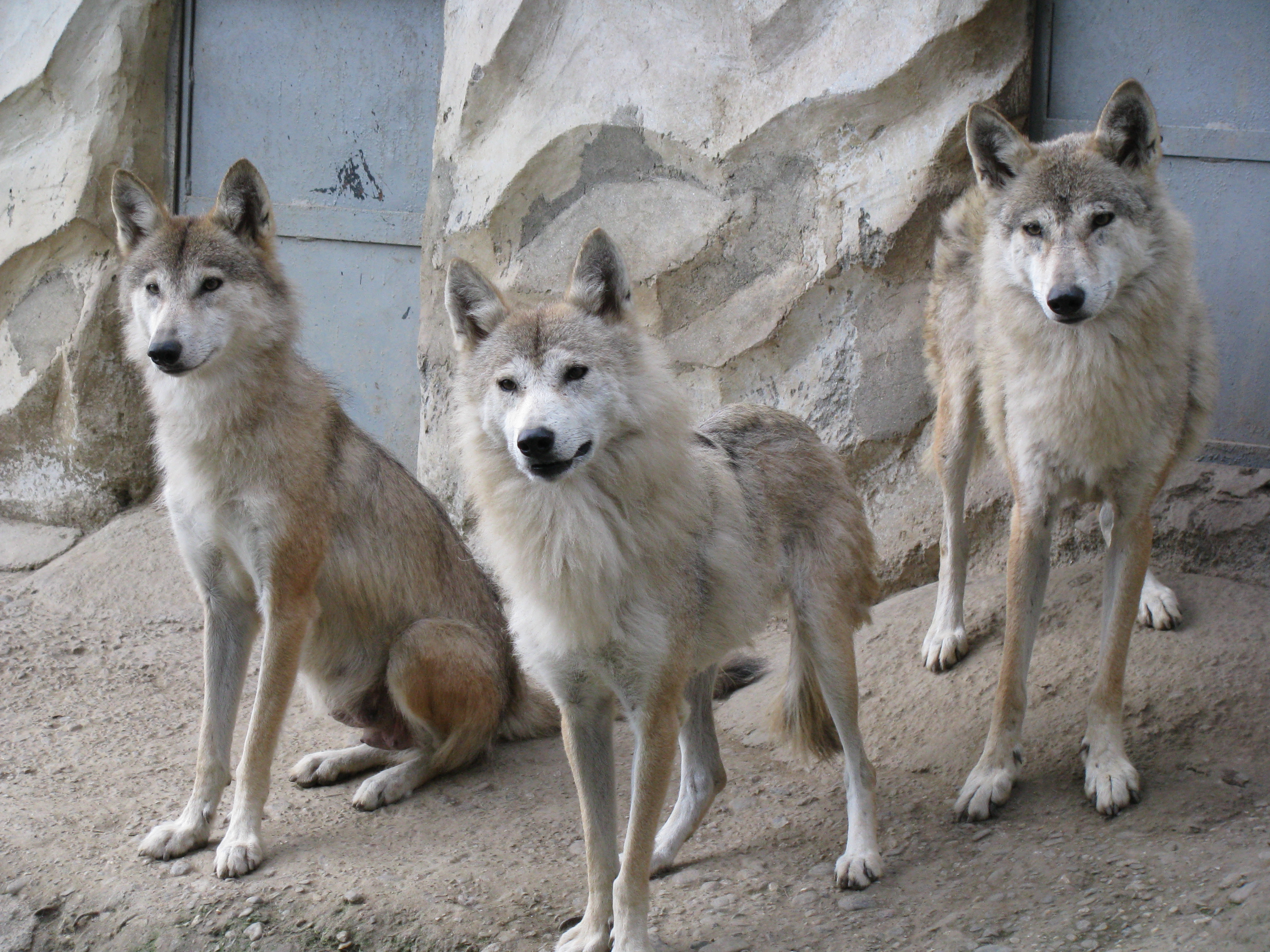
Un gruppo di lupi himalayani.

Il lupo dell'Himalaya è un clade proposto per il lupo tibetano e che avrebbe un DNA mitocondriale ancestrale rispetto agli altri lupi, incluso quello tibetano. Questa interpretazione è però controversa.

### Evoluzione
Fino a tempi recenti si credeva che tutti i lupi e i cani facessero parte dello stesso clade lupo-cane, il che significa che tutti i cani domestici discendono dai lupi. Quando venne studiato il lignaggio himalayano, si scoprì che quei lupi non mostravano alcuna affinità genetica con i lupi grigi o i cani. Questo indica che il lupo himalayano non ha giocato alcun ruolo nell'addomesticamento dei cani. Ai tempi della separazione del lupo himalayano, 800.000 anni fa, l'habitat del Nepal dei giorni nostri stava attraversando un periodo di turbolenze geologiche e climatiche. La regione himalayana, dimora anche del lupo indiano e del lupo grigio, è la sola area geografica dell'intero pianeta dove coesistono tre specie distinte di lupi, il che supporta la teoria che ritiene che l'evoluzione del lupo moderno sia avvenuta nella regione indiana.

## Habitat
L'habitat del lupo himalayano (noto anche come lupo tibetano) è confinato ad aree ristrette dell'India e del Kashmir, ma si spinge anche fino alla Cina ed alla Mongolia. Si ritiene che quando questa specie si evolse, rimase circondata da ghiacciai e da altre barriere fisiche che non le permisero di espandersi e di perpetuarsi altrove. Gran parte del suo habitat viene condivisa con un'altra specie scoperta recentemente, il lupo indiano. Non sappiamo come abbiano fatto queste due specie a non incrociarsi tra loro nelle zone dove coabitano. Questo fatto ha permesso alle due specie di rimanere distinte geneticamente da tutti gli altri lupi e cani che si trovano sul pianeta.

Kalpa, nell'Himachal Pradesh, è una delle ultime roccaforti del lupo himalayano.

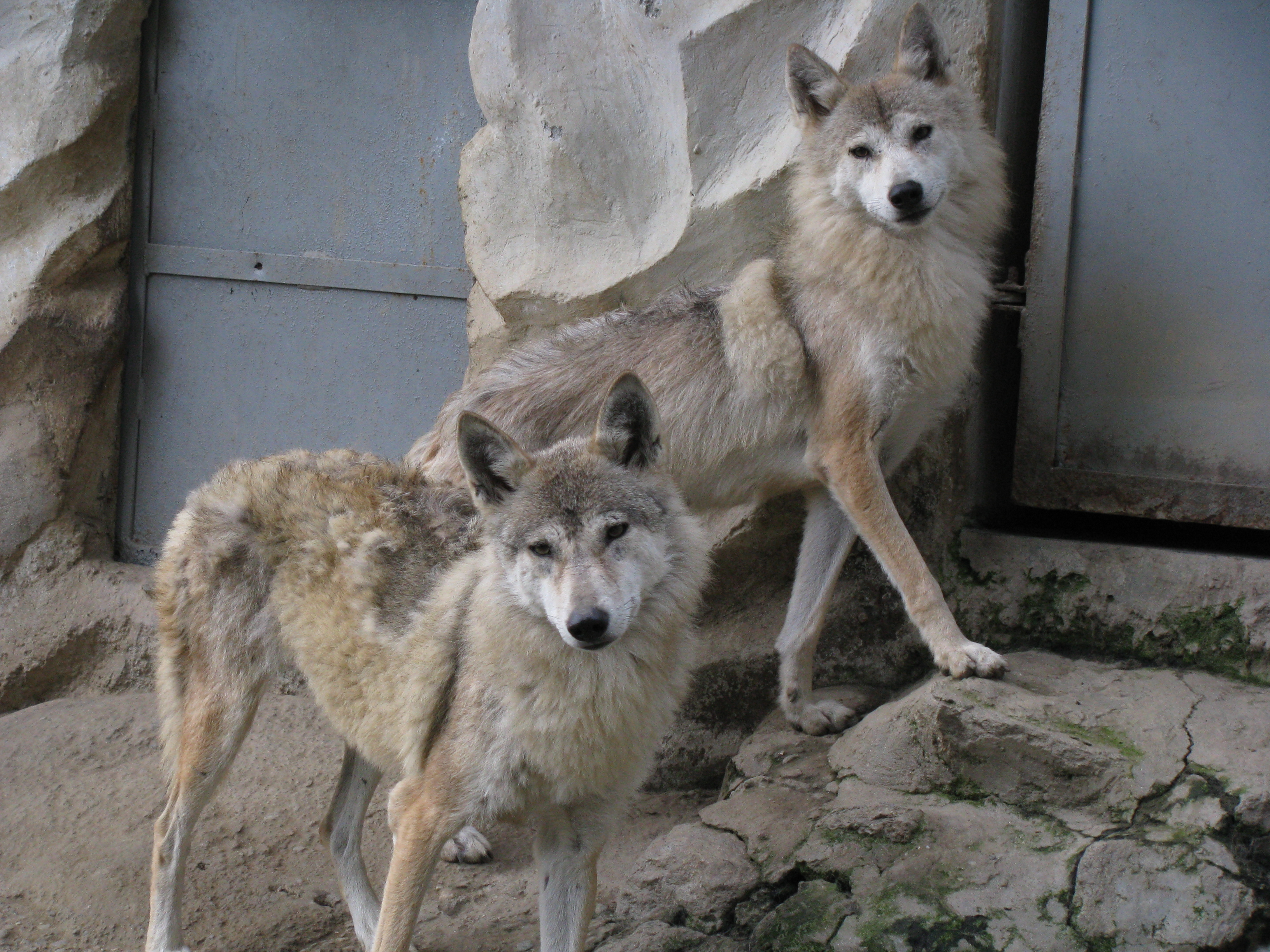
Gruppo di lupi tibetani in cattività

## Conservazione
Il lupo in Bhutan, India, Nepal e Pakistan è elencato su  CITES Appendice I. In India, il lupo è protetto secondo la tabella I del 'Wildlife Protection Act, 1972', che vieta la caccia; uno zoo ha bisogno di un permesso da parte del governo per acquisire un lupo. È elencato come in via di estinzione in Jammu e Kashmir Himachal Pradesh e Uttarakhand, dove gran parte della popolazione di lupi vive al di fuori della rete delle aree protette. La mancanza di informazioni sulla sua ecologia di base in questo paesaggio è un ostacolo per lo sviluppo di un piano di conservazione. In Nepal, è protetto secondo l'Schedule I del 'National Parks and Wildlife Conservation Act, 2029 (1973) che vieta la caccia.
In Cina, il lupo è elencato come vulnerabile nella 'Lista rossa dei vertebrati cinesi', e la caccia è vietata.

### In cattività
Nel 2007, 18 lupi himalayani sono stati allevati in due zoo indiani. Sono stati catturati in natura e sono stati tenuti al Padmaja Naidu Himalayan Zoological Park in West Bengal, e nel Kufri Zoo in Himachal Pradesh.